# Alta Val di Merse
Alta Val di Merse este o arie protejată (arie specială de conservare — SAC, sit de importanță comunitară — SCI) din Italia întinsă pe o suprafață de 9.490 ha, integral pe uscat.

## Localizare
Centrul sitului Alta Val di Merse este situat la coordonatele 43°10′19″N 11°13′10″E / 43.171944°N 11.219444°E.

## Înființare
Situl Alta Val di Merse a fost declarat sit de importanță comunitară în iunie 1995 pentru a proteja 1 specie de plante și 43 de specii de animale. Situl a fost protejat și ca arie specială de conservare în decembrie 2016.

## Biodiversitate
Situată în ecoregiunea mediteraneană, aria protejată conține 23 de habitate naturale: Păduri de Quercus suber, Pajiști uscate europene, Ape stătătoare oligotrofe până la mezotrofe, cu vegetație de Littorelletea uniflorae și/sau de Isoëto-Nanojuncetea, Ape puternic oligomezotrofe cu vegetație bentonică cu Chara spp., Păduri de pin mediteraneene cu pini mezogeni endemici, Păduri ilirice de stejar și carpen (Erythronio-Carpinion), Galerii de Salix alba și de Populus alba, Păduri de Castanea sativa, Formațiuni stabile xerotermofile de Buxus sempervirens pe pante stâncoase (Berberidion p.p.), Iazuri temporare mediteraneene, Păduri de stejar alb estice, Păduri panonice-balcanice de stejar turcesc - stejar sesil, Pajiști uscate seminaturale și facies de acoperire cu tufișuri pe substraturi calcaroase (Festuco-Brometalia) (* situri importante pentru orhidee), Râuri cu maluri nămoloase cu vegetație de Chenopodion rubri p.p. și Bidention p.p., Peșteri inaccesibile publicului, Formațiuni de Juniperus communis pe lande sau pajiști calcaroase, Păduri de Quercus ilex și Quercus rotundifolia, Cursuri de apă de la nivel de câmpie la nivel montan, cu vegetație Ranunculion fluitantis și Callitricho-Batrachion, Râuri de munte și vegetația lor lemnoasă cu Salix elaeagnos, Lacuri eutrofice naturale cu vegetație de tip Magnopotamion sau Hydrocharition, Păduri aluvionare cu Alnus glutinosa și Fraxinus excelsior (Alno-Padion, Alnion incanae, Salicion albae), Păduri de fag din Apenini cu Taxus și Ilex, Pajiști umede mediteraneene cu ierburi înalte de Molinio-Holoschoenion.
La baza desemnării sitului se află mai multe specii protejate:
- plante (1): Himantoglossum adriaticum
- păsări (21): uliu păsărar (Accipiter nisus), fluierar de munte (Actitis hypoleucos), pescăruș albastru (Alcedo atthis), șorecarul comun (Buteo buteo), caprimulg (Caprimulgus europaeus), șerpar (Circaetus gallicus), erete vânăt (Circus cyaneus), prepeliță (Coturnix coturnix), șoimul rândunelelor (Falco subbuteo), vânturel roșu (Falco tinnunculus), capîntortură (Jynx torquilla), sfrâncioc roșiatic (Lanius collurio), ciocârlie de pădure (Lullula arborea), gaia neagră (Milvus migrans), ciuf-pitic (Otus scops), viespar (Pernis apivorus), codroșul de pădure (Phoenicurus phoenicurus), sitar de pădure (Scolopax rusticola), Sylvia hortensis, silvie de tufiș (Sylvia undata), sturzul de vâsc (Turdus viscivorus)
- amfibieni (2): Salamandrina terdigitata, Triturus carnifex
- mamifere (6): lupul (Canis lupus), vidră de râu (Lutra lutra), liliac cu aripi lungi (Miniopterus schreibersii), liliac cărămiziu (Myotis emarginatus), liliacul mare cu potcoavă (Rhinolophus ferrumequinum), liliacul mic cu potcoavă (Rhinolophus hipposideros)
- nevertebrate (8): Austropotamobius pallipes, Coenagrion mercuriale, Euplagia quadripunctaria, Lindenia tetraphylla, rădașcă (Lucanus cervus), Oxygastra curtisii, Vertigo angustior, Vertigo moulinsiana
- pești (5): Barbus tyberinus, Padogobius nigricans, Rutilus rubilio, Squalius lucumonis, Telestes muticellus
- reptile (1): șarpele cu patru dungi (Elaphe quatuorlineata)

Pe lângă speciile protejate, pe teritoriul sitului au mai fost identificate 25 de specii de plante, 6 specii de amfibieni, 12 specii de mamifere, 19 specii de nevertebrate, 5 specii de reptile.